# Goniodidae
Famille
Les Goniodidae sont une famille d'insectes parasites de l'ordre des Phthiraptera (poux) et du sous-ordre des Ischnocera.

## Liste des genres
Auricotes - 
Campanulotes - 
Coloceras - 
Coloceroides - 
Goniocotes - 
Goniodes (type) - 
Homocerus - 
Kodocephalon - 
Nitzschielloides - 
Pachyskelotes - 
Passonomedea - 
Physconelloides - 
Stephanius - 
Weehalia - 
Zlotorzyckella